# Manu Bonmariage

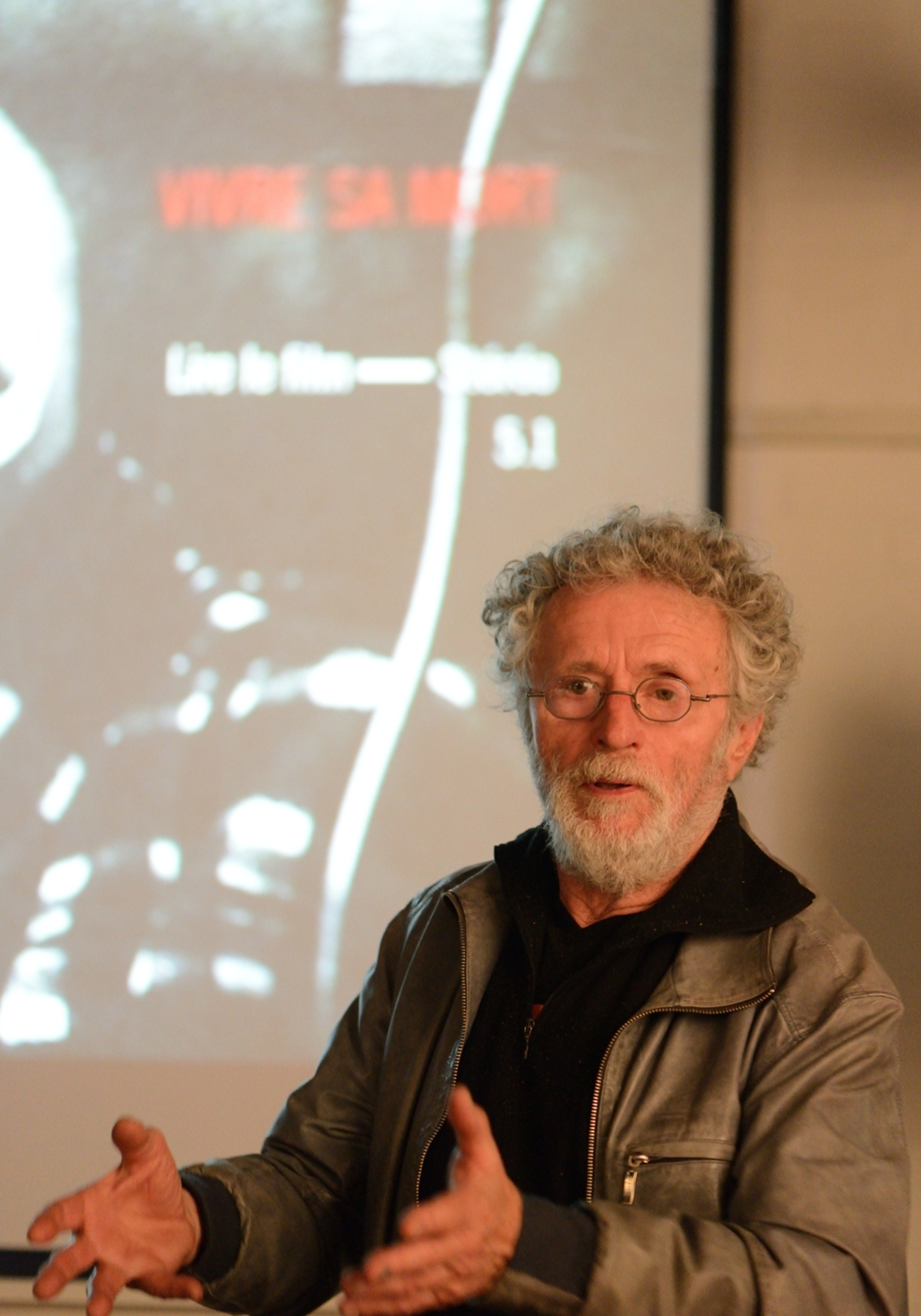
Manu Bonmariage

Emmanuel (Manu) Bonmariage (Chevron, 29 of 30 maart 1941 – Brussel, 6 november 2021) was een Belgische cameraman en regisseur.

## Biografie
Bonmariage behaalde een licentiaat in de communicatiewetenschappen aan het Institut des Hautes Études des Communications Sociales.
Hij werkte vervolgens als cameraman aan enkele projecten om in 1966 als camerareporter bij de RTBF aan de slag te gaan. Na enige jaren werd hij regisseur bij de RTBF en onafhankelijk filmmaker onder de naam "Azimut Production". Van 1969 tot 2004 was hij ook docent aan de Universiteit van Louvain-La-Neuve. Hij was tevens gastdocent aan de Universiteit Michel de Montaigne van Bordeaux.
"Manu" was de geestelijk vader van Strip-Tease ("het magazine dat u uitkleedt"), de legendarische, commentaarloze documentaire tv-serie van RTBF/France 3 tussen 1985 en 2012 resp. 2019.
Hij kreeg de ziekte van Alzheimer en overleed in november 2021 op 80-jarige leeftijd.

## Filmografie
- Week-end ou La qualité de la vie (1972), een TV documentaire
- Encore une... (1975), een documentaire
- Pour un monde plus humain (1975), een documentaire
- Métro Luxembourg (1975), een tv-film
- À chacun son Borinage - Images d'Henri Storck (1978)
- Hay Po L'djou (1979), film over de laatste mijnwerkers
- Du beurre dans les tartines (1980), een documentaire
- C'etait l'bon temp (1980), een film met Steve Houben en Guy Cabay
- Voor de reeks "Un homme, une ville" voor RTBF Luik (1980 - 1982), documentaire reeks

- Meeting point met Jean-Luc Godard (1980)
- Rue de l'amour des amis met Hugo Pratt (1980)
- Paris pour le reve met J-M Folon, Michel Legrand en Yves Montand (1980)
- Parrigato Tokyo avec Julos Beaucarne (1981)
- New York, New York met Michel Legrand (1982)
- Point de rencontre (1981), een documentaire
- J'ose (1983)
- Voor de reeks "À suivre c'est a voir" voor RTBF Brussel

-Avoir 20 ans en prison (1983)
-Dokta Medoko (1983)
-Appelez-moi maitre (1983)
-La vie continue (1983)
-Mosaïque (1984)
- Voor "Planete des Hommes"

-N'Kpiti, la rancune (1985)
-Twi-wara (1986)
- Funerailles minyanka (1986)
- Jour de fete (1986)
-Possession (1986)
- | POSSESSION
- Malaises (1984), film
- Allô police (1987)
- Babylone (1990)
- Les amants d'assises (1992), een documentaire
- Noblesse oblige (1992), een kortfilm
- The will of God (1993), film
- En quette de banlieue (1994), film
- Hamsa, la rage au ventre (1996), film
- Les lions indomptabes (1998), film
- Tous en camion (1999); film
- Baria et le grand mariage (2001), een documentaire
- La troisieme guerre mondiale (2002), film
- Divorce a l'amiable (2002), film
- Le majordome (2003)
- Le choix de Mino (2004)
- No chance (2004)
- Chemin faisant vers compostelle (2005)
- Stukje paradijs (Un p'tit coin de paradis) (2005)
- In de reeks "Gens d'Europe" voor de ARTE

- Bienvenue chez... Père Jean (2007) te België
- Bienvenue chez... Alex te Duitsland
- Voor de reeks "La honte de la République" voor Canal+ Frankrijk, "Vies carcérales"
- Looking for Dragone (2009), een documentaire uit de reeks "Hoge bomen" van de VRT
- La Royale Harmonie (), een documentaire
- Voor "Strip-Tease", een RTBF magazine[3]

-Gustavine et Khelifa (1986)
-Pute et peintre (1987)
-Ples petits de petits (1987)
-Rien ne va plus (1988)
-Le baron (1988)
-Emile (1988)
-La vaiselle (1988)
-Dancing palace (1990)
-Le diable et le bon dieu (1991)
-Je t'aime moi non plus (1991)
-Pas si fou (1991)
-Urgences (1991)
-Prisons d'amour (1992)
-Une belle histoire d'amou (1992)
-Noblesse oblige (1992)
-Valeurs sures (1992)
-Fantome a vendre (1992)
-Nez rouges et globules blancs (1993)
-Le procedurier (1993)
-Les filles c'est comme les mobs (1993)
-Le coq et les poulets (1993)
-Actes notaries (1994)
-Voyage aux portes de l'enfer (1994)
-Un pas de senateur (1994)
-Princesse Mina (1995)
-Meutre aux champs (1995)
-Dores sur tranche (1995)
-Sans logis (1995)
-Tour de France (1996)
-Notaire et nos meres (1996)
-Repas de familie (1996)
-La cigale (1996)
-Aimez-vous les uns les autres (1996)
-Tel qu'en lui-meme enfin (1997)
-Femme voilees (1997)
-C'est grave, docteur? (1997)
-Le veau d'or (1997)
-Cela m'interpelle (1997)
-Merci patron (1998)
-Amours fous (1998)
-Alain au soleil (1999)
-Alein a l'ombre (1999)
-Artibano non e mafioso (1999)
-Un bon proprietaire (1999)
-En attendant Van Damme (2000)
-Marc et Rene (2000)
-Les Filles du Nord (2000)
-Tribunal de police (2001)
-Le serment d'hypocrite (2001)

## Erkentelijkheden
- "Grand Prix de la critique TV" in 1980 voor "Hay po l'djou"
- "Prix Jeune Talent" van de Provincie Luik in 1980 voor "Hay po l'djou"
- Speciale vermelding op het Festival van Nyon in 1986 voor N'kpiti la rancune
- Grote prijs van het Festival van Nyon 1981 voor "Du Beurre dans la tartines"
- "Prix du meilleur FILM SOCIAL" in 1981 voor "Du Beurre dans la tartines"
- "Antenne de Cristal" in 1981 voor "Du Beurre dans la tartines"
- "Prix du meilleur FILM SOCIAL" in 1983 voor J'ose OSE
- Geselecteerd voor IMPUT in 1983 met J'ose
- De gouden Sestertie in 1985 voor Malaises
- Speciale vermelding van de internationale jury te Nyon in 1987 voor Allo Police
- Geselecteerd voor het Filmfestival van Brussel in 1987 met Allo Police
- Geselecteerd voor IMPUT in 1988 met Allo Police
- Geselecteerd voor de "PRIX ITALIA" in 1988 met Allo Police
- Geselecteerd voor de Biënale Europeënne de Lyon in 1988 met Allo Police
- Geselecteerd voor het Filmfestival van Montreal in 1988 met Allo Police
- Prijs van de jury Prix Italia in 1992 voor Les Amants d'assises
- Geselecteerd voor IMPUT in 1992 met Les amants d'assises
- SACD prijs voor beste audiovisule creatie in 1992 voor Les amants d'assises
- Antenne de Cristal in 1992 voor Les amants d'assises
- Joseph Plateau Prijs voor beste film te Gent in 1992 voor Les amants d'assises
- "Prix du Meilleur Documentaire" op de 7de bijeenkomst van Europese Televisie te Reims in 1992 voor Les amants d'assises
- Festival "vue sur les docs" in 1993 te Marseille met The will of the gods
- Festival "dei popoli" in 1993 te Florence met The will of the gods
- Prijs van de jury in 1994 te Montreal met The will of the gods
- Genomineerd voor de Fipa d'or in 1995 te Nice met En quete de Banlieu
- Genomineerd voor de Prix Italia in 1995 met En quete de Banlieu
- 3 Speciale vermeldingen op het Festival "vues sur les docs" in 1998 met Hamse, la rage au ventre
- Prix ITHEME voor beste documentaire in 1999 voor Amours fous
- 1ste prijs van de jury in 2001 op het Festival VISION DU REEL te NYON met Baria et le grand mariage
- Prijs voor de beste documentaire op het Festival du FILM FRANCOPHONE te Namen in 2001 voor Baria et le grand mariage
- Geselecteerd voor IMPUT in 2003 met Divorce a l'amiable
- Brons op de grote prijs "Union Radio-Télé International" in 2004 te Monaco voor Chance